# Nuevo Laredo
Nuevo Laredo – miasto w północno-wschodnim Meksyku, w stanie Tamaulipas, nad rzeką Rio Grande, naprzeciw amerykańskiego miasta Laredo. Około 348 tys. mieszkańców w 2005 r.
W mieście rozwinął się przemysł metalowy, elektroniczny, spożywczy oraz hutniczy.